# Сантијаго Абаскал
Сантијаго Абаскал Конде (шп. Santiago Abascal Conde Sánchez Pérez-Castejón; Билбао, 14. април 1976) је шпански политичар и од септембра 2014. године лидер крајње десничарске политичке странке Вокс. Абаскал је члан Конгреса представника који представља Мадрид од 2019. године. Од новембра 2024. године је такође председник европске десничарске политичке странке Патриоти.еу.
Пре оснивања Вокса, Абаскал је дуго био члан десноцентричне Народне партије, служио је као посланик у баскијском парламенту, основао је шпанску националистичку Фондацију за одбрану шпанске нације (шп. Fundación para la Defensa de la Nación Española, или DENAES) и обављао је улогу директора јавно финансираних ентитета Заједнице Мадрида.

## Биографија

### Младост
Абаскал је рођен у Билбау, али је одрастао у провинцији Алава: његов отац Сантијаго Абаскал Ескуза био је политичар и члан Народне партије, а његов деда Мануел Абаскал Пардо је био дужан да буде градоначелник Амурија од 1963. до 1979. године, током диктатуре Франка и шпанске транзиције ка демократији. Због свог политичког рада, Абаскалова породица је редовно била угрожена од стране терористичке групе ЕТА.

### Политичка каријера
Абаскал је постао члан Народне партије када је имао 18 година, 1994. године. Био је градски одборник Љодија два мандата (1999–2007). Служио је у баскијском парламенту од јануара 2004. до фебруара 2005. године, представљајући Алаву. Касније је поново служио у регионалном законодавном телу од октобра 2005. до јануара 2009. године.
Након што је напустио баскијско-политичку сцену, Есперанца Агире, регионална председница Заједнице Мадрида, ангажовала га је као директора Агенције за заштиту података Заједнице Мадрида, где је служио од фебруара 2010. до децембра 2012. Абаскал је касније именован на другу позицију, као директор Фондације за покровитељство и друштвено спонзорство (2013), јавно финансираног ентитета без познате активности током Абаскаловог мандата.
Абаскал је напустио Народну партију 2013. године и помогао у оснивању нове странке, Вокс, која је формирана истог дана када је распуштена Фондација за покровитељство и друштвено спонзорство. Након лошег резултата Вокса на изборима за Европски парламент у мају 2014. године, на којима није успео да освоји ниједно место, уследили су унутрашњи сукоби између фракције коју су представљали чланови странке као што су Игнасио Камуњас, Хосе Луис Гонзалез Кирос и Алехо Видал-Квадрас, и тврдолинијашке фракције, у којој су се налазили Абаскал и друге личности Фондације DENAES. Умерена фракција се отуђила од странке, а Абаскал је постао нови председник 20. септембра 2014. године.
Абаскал је члан Конгреса представcника, где представља Мадрид од маја 2019. Његова странка је освојила треће место на изборима за 14. Конгрес, што је BBC окарактерисао као „пораст крајње деснице“.
Током изборних кампања 2020. и 2021. за регионалне изборе у Баскији и Каталонији, више изборних догађаја на којима је Абаскал био један од говорника нападнуто је од стране политичких противника.

## Политичке позиције
Абаскалов политички програм за 2018. годину укључивао је протеривање свих илегалних имиграната, изградњу „непробојних зидова“ у шпанским афричким енклавама Сеута и Мелиља, забрану проучавања ислама, уздизање „националних хероја“, укидање свих регионалних парламената и противљење каталонском национализму. Користио је антимуслиманску реторику 2019. године и позвао на нову Реконкисту Шпаније. Вокс је повећао свој удео у гласовима са 0,2% на 10% на општим изборима 2019. године.
Такође је изразио разочарање према Мароку и начину на који се носи са границом дозвољавајући илегалним имигрантима да је пређу. То је довело до разговора о статусу Шпанске Сахаре. Абаскал је изразио другачији начин решавања проблема (за разлику од других странака које се залажу за препуштање Мароку); да народ Сахарске Арапске Демократске Републике има право на самоопредељење, са надајућим исходом избора да остане и интегрише се као Шпанска Сахара.
Абаскал каже да ако Шпанија жели имиграцију, она мора бити легална и фаворизовати земље из Латинске Америке које већ говоре шпански и деле заједничке вредности. Он позива на квоте за имигранте. Изјавио је да имигрант из Латинске Америке није исто што и имигрант из муслиманске земље.
Абаскал верује да је глобално загревање „највећа превара у историји“. Он се противи Агенди 2030.
Абаскал је критиковао једнострано признање палестинске државе од стране шпанског премијера Педра Санчеза, рекавши да то представља легитимизацију „сатанског тероризма“ Хамаса, палестинске исламистичке групе одговорне за нападе 7. октобра. Даље је критиковао Санчеза што не зна „ништа о историји Израела“. Месецима раније, шпанско тужилаштво је покренуло истрагу након Абаскаловог предлога током интервјуа за аргентински лист Clarín да би могло доћи време када ће људи желети да „обесе [Санчеза] за ноге“.

## Приватни живот
Прво се оженио Аном Белен Санчез, која је и сама била кандидаткиња Народне партије на локалним изборима у Љодију и Зуији; имали су двоје деце. Након тога су се развели. У јуну 2018. године оженио се шпанском блогерком и инфлуенсерком Лидијом Бедман са којом је имао двоје деце. Абаскал је дугогодишњи члан Шпанског орнитолошког друштва. Абаскал је члан ултраконзервативног удружења HazteOir (HO) и добитник је награде HO 2012. године.
Због поновљених претњи смрћу због својих политичких ставова и рада, Абаскал има дозволу за ношење и употребу пиштоља за самоодбрану. Наиме, дозвола типа Б, која се издаје цивилима, показала се као да носи реалан и висок ризик од напада. Према строгим шпанским законима о оружју, такве дозволе су ретке, јер их поседује само око 0,02% становништва.

## Спољашне везе
- Званични веб-сајт